# Samuel Webbe
Samuel Webbe (Londres, 15 d'octubre de 1768 - 25 de novembre, 1843) va ser un organista i compositor anglès.
Era fill de Samuel Webbe (sr.) del qual en fou deixeble, així com de Clementi. El 1790 era membre de la capella de música de la cort de Baviera. El 1791 va esdevenir membre de la Royal Society of Musicians, proposat per l'oboïsta William Parke. El 1798 va ésser organista a Liverpool. El 1817 va tornar a Londres on va ser professor a l'Escola de música que Kalkbrenner dirigia a Londres. Més tard va ser organista a la capella de l'ambaixada d'Espanya. Després va tornar a Liverpool com organista a l'església de Sant Nicolau i la capella de Sant Patrick.

## Obra
- A Collection of Catches, Canons and Glees, salms, madrigals, etc., dels que publicà quatre volums amb el títol de Convicto armonico.
- A Collection of Psalm Tunes, 1806
- Harmony epitomized, or clemens of the through-bass,
- L'amico del principiante, col·lecció de mètodes de solfeig.